# قطعنامه ۱۳۷۶ شورای امنیت
قطعنامه ۱۳۷۶ شورای امنیت سازمان ملل متحد که در تاریخ ۰۹ نوامبر ۲۰۰۱ تصویب شد، سندی بین‌المللی دربارهٔ اوضاع در مورد جمهوری دموکراتیک کنگو است. این قطعنامه طی نشست ۴۴۱۲ام با ۱۵ رای موافق، ۰ مخالف و ۰ ممتنع تصویب شد.